# Miasta w Nigrze
Według danych oficjalnych pochodzących z 2001 roku Niger posiadał ponad 30 miast o ludności przekraczającej 8 tys. mieszkańców. Stolica kraju Niamey jako jedyne miasto liczyło ponad pół miliona mieszkańców; 2 miasta z ludnością 100÷500 tys.; 3 miasta z ludnością 50÷100 tys.; 5 miast z ludnością 25÷50 tys. oraz reszta miast poniżej 25 tys. mieszkańców.

## Największe miasta w Nigrze
Największe miasta w Nigrze według liczebności mieszkańców (stan na 01.07.2011):
| L.p. | Miasto | Region | Liczba ludności |
| ---- | ------ | ------ | --------------- |
| 1.   | Niamey | Niamey | 1 302 910       |
| 2.   | Zinder | Zinder | 274 530         |
| 3.   | Maradi | Maradi | 206 414         |
| 4.   | Agadez | Agadez | 124 324         |
| 5.   | Tahoua | Tahoua | 123 373         |
| 6.   | Arlit  | Agadez | 112 432         |
| 7.   | Dosso  | Dosso  | 91 488          |

## Alfabetyczna lista miast w Nigrze
- Abalak
- Aderbissinat
- Agadez
- Aguié
- Arlit
- Bosso
- Bankilaré
- Bani Bangou
- Bagaroua
- Birni N’Gaouré
- Birni N’Konni
- Bouza
- Dakoro
- Dungass
- Dioundiou
- Damagaram Takaya
- Diffa
- Dogondoutchi
- Dosso
- Filingué
- Gaya
- Gouré
- Goudoumaria
- Gothèye
- Gazaoua
- Guidan Roumdji
- Illéla
- Keita
- Kollo
- Loga
- Madaoua
- Madarounfa
- Magaria
- Malbaza
- Maïné-Soroa
- Maradi
- Matameye
- Mayahi
- Mirriah
- N'Gourti
- N’Guigmi
- Niamey
- Ouallam
- Say
- Tahoua
- Tanout
- Tchin Tabaraden
- Tchirozérine
- Téra
- Tillia
- Tesker
- Tassara
- Tessaoua
- Tillabéri
- Torodi
- Zinder